# Raster (poligrafia)
Raster (ang. screen; fr. trame; niem. Raster) – symulacja obrazu wielotonalnego za pomocą obrazu jednotonalnego w postaci drobnego wzoru.
Raster to jednotonalny obraz składający się z drobnych kropek (lub w szczególnym przypadku z linii), dający podczas oglądania z normalnej odległości wrażenie istnienia półtonów, gdy kropki te są już na tyle małe, że zlewają się z otaczającym je tłem. Jasność osiągniętych w ten sposób półtonów wynika ze stosunku powierzchni zajętej przez elementy rastra (plamki rastra) do powierzchni otaczającego te elementy niezadrukowanego jasnego (najczęściej białego) podłoża drukowego.
Wartość tonalna rastra jest wyznaczana procentowo jako stosunek powierzchni pokrytej rastrem do powierzchni całkowitej.
Raster ma zastosowanie w poligrafii, gdzie niemal we wszystkich technikach druku nie można użyć farby drukowej na różnych poziomach natężenia koloru, ponieważ farby nie rozcieńcza się miejscowo, ani nie różnicuje się grubości jej powłoki. Nakładanie farby drukowej na podłoże można określić w ten sposób: albo została nałożona w 100%, albo nie ma jej w ogóle. Jedynie w druku wklęsłym istnieje pewna możliwość nakładania farby o różnej grubości i uzyskiwania dzięki temu ograniczonego waloryzowania koloru farby, przy czym nawet w tym przypadku w praktyce jest to nadal typowy druk rastrowy.
Jeżeli obserwuje się wydrukowane czarno-białe zdjęcie z wieloma odcieniami szarości, to w rzeczywistości patrzy się na siateczkę drobnych, całkowicie czarnych punktów rastra drukarskiego.
Podobnie jest w typowym druku kolorowym, który realizuje się za pomocą tzw. „triady drukarskiej”, w skład której wchodzą jednak cztery podstawowe kolory przestrzeni barw CMYK. Jest to druk z nałożonymi na siebie czterema rastrami, których mozaika sprawia wrażenie istnienia pełnej palety różnych kolorów. Farby drukowe w kolorach CMYK są transparentne (oprócz czarnej), a na druk kolorowy należy patrzeć jak na cztery warstwy kolorowej, przepuszczającej światło folii lub cztery warstwy kolorowego żelu, gdyż farba drukowa jest na tyle gęsta, że kolejne jej warstwy nie mieszają się na zadrukowanym podłożu, a jedynie są położone jedna na drugiej.
W rzeczywistości również wszystkie pozostałe kombinacje warstw różnią się pomiędzy sobą w niewielkim stopniu: kombinacja (C+M+Y) daje czerń zbrudzoną, a właściwie bardzo ciemny kolor brązowy, a farba czarna z pozostałymi farbami daje również różne odcienie mniej lub bardziej głębokiej czerni w odcieniach chłodniejszych lub cieplejszych. Aby uzyskać piękną głęboką czerń, stosuje się naraz wszystkie cztery farby z przewagą czarnej, ale nigdy nie nakłada się wszystkich tych farb w 100%. Zazwyczaj jest to 100% farby czarnej oraz „ciemne” rastry pozostałych farb lub też stosuje się raster we wszystkich czterech kolorach, z przewagą ilościową farby w rastrze dla koloru czarnego.
Konsekwencją procentowego określania wartości tonalnych rastra jest specyficzna terminologia stosowana w branży poligraficznej oraz w zawodach związanych z przygotowaniem do druku (redaktorzy techniczni, plastycy, operatorzy DTP itp.) – np. nie mówi się kolor jasnozielony tylko 20% zielonego.

## Raster w przeszłości

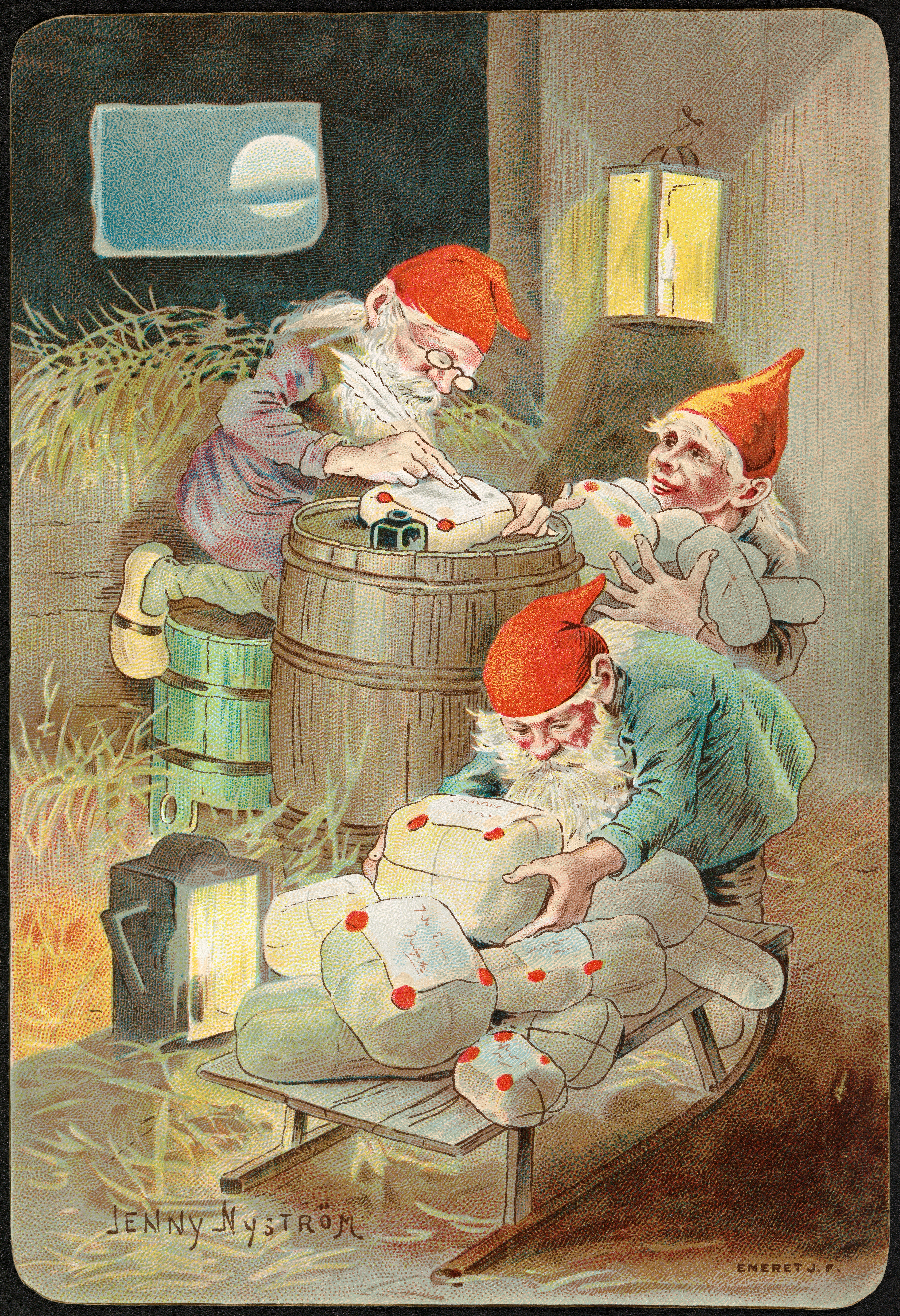
Wielokolorowa pocztówka (1899) wydrukowana z ręcznie robionych rastrów

Początkowo, tj. w czasach tradycyjnego zecerstwa, rastrem nazywano samo urządzenie do uzyskiwania zrastrowanego obrazu. Urządzeniem tym były dwie sklejone ze sobą płytki szklane z naciętymi bardzo drobnymi, równoległymi i równo oddalonymi od siebie liniami wypełnionymi czarnym pigmentem, przy czym linie na jednej płycie były obrócone o kąt prosty względem linii na drugiej płycie. Uzyskana w ten sposób drobna siateczka otworów powodowała, że fotografowany przez nią obraz zawierający półtony zamieniał się w obraz kropek o różnych wielkościach. W przypadku druku kolorowego naświetlanie odbywało się przez barwne filtry w celu uzyskania wyciągów barwnych dla wszystkich farb drukowych, które zamierzano wykorzystać podczas reprodukcji, przy czym oprócz wyciągów dla pełnego koloru (cztery lub co najmniej trzy kolory podstawowe) zdarzało się, że były to wyciągi dające jedynie namiastkę pełnego koloru, np. wyciągi dwukolorowe (czerń + barwa kolorowa lub dwie barwy kolorowe).
Cały wieloetapowy proces uzyskania zrastrowanego obrazu na metalowej płytce będącej formą drukową (proces z wykorzystaniem szklanego rastra drukarskiego) miał swoją nazwę – autotypia – natomiast same metalowe formy drukowe zawierające raster nazywano kliszami autotypijnymi lub po prostu kliszami.
Raster autotypijny to raster analogowy.

## Raster dzisiaj

Raster amplitudowy. Trzy przykłady realizacji różnych kolorów drukowanych rastrowo kolorami CMYK. Od lewej do prawej: wyciąg C, wyciąg M, wyciąg Y, wyciąg, K, nałożenie czterech rastrów (wszystkie w powiększeniu), kolor wynikowy postrzegany przez człowieka. Poszczególne rastry nadrukowywane są pod różnymi kątami.

Obecnie stosuje się wyłącznie raster uzyskany metodą cyfrowego przetwarzania obrazu na RIP-ie. Raster tak uzyskany to raster elektroniczny (raster cyfrowy). Wyróżnia się trzy rodzaje rastra elektronicznego:
1. Raster amplitudowy liniaturowy (raster modulowany amplitudowo, raster autotypijny, raster tradycyjny, raster klasyczny; ang. AM screen; fr. trame AM; niem. AM Raster, czyli Amplitudenmodulierte Raster) – w którym środki punktów rastra są równo oddalone od siebie na planie kwadratowej siatki, a poszczególne punkty różnią się wielkością.
Raster amplitudowy jest cyfrowym odpowiednikiem rastra autotypijnego (stąd nazwy „klasyczny” czy „tradycyjny”), z tą jednak różnicą, że w rastrze amplitudowym oprócz typowego kształtu punktów rastrowych w postaci coraz większych kół można uzyskać również wiele innych kształtów. Dla charakterystyki obu typów rastra podawana jest liniatura rastra i kąty rastra. W obu przypadkach mogą występować efekty niepożądane w postaci mory (wraz z jej szczególną postacią – rozetką).
2. Raster stochastyczny (raster modulowany częstotliwościowo, raster fazowy; ang. FM screen, freqency modulated screen; stochastic screen; fr. trame FM, trame stochastique, trame à points; niem. FM Raster, czyli Frequenzmodulierte Raster, stochastisches Raster, Punktraster) – w którym wszystkie punkty rastra są tej samej wielkości, natomiast zróżnicowana jest odległość między nimi (modulowana jest ich gęstość).
W rastrze stochastycznym punkty rastrowe są rozmieszczone w sposób pseudolosowy, według konkretnego algorytmu, i mogą tworzyć pozornie nieuporządkowaną mieszaninę pojedynczych kropek lub też tworzyć z tych kropek struktury o bardzo urozmaiconym kształcie. Wielką zaletą rastra stochastycznego jest brak kątów rastra, a co za tym idzie – brak mory i rozetek. Ponadto kropki rastra stochastycznego są o rząd wielkości mniejsze od rastra amplitudowego, co powoduje, że wygląd reprodukcji jest tak jednolity, iż właściwie można mówić, że druk rastrem stochastycznym jest drukiem „bezrastrowym”. Brak regularnej, powtarzalnej struktury rastra amplitudowego powoduje, że w rastrze stochastycznym są trochę mniejsze wymogi dotyczące pasowania kolorów – a w wypadku przesunięć separacji, zamiast widocznej gołym okiem wady pasowania, widać jedynie lekko rozmiękczony rysunek. Niewielkie punkty rastra stochastycznego stawiają przed drukarzem (i jego sprzętem) wyższe wymagania, jednak stała wielkość punktu rastra ułatwia zapanowanie nad najjaśniejszymi i najciemniejszymi partiami obrazu, które w druku rastrem amplitudowym są najbardziej podatne na zmiany poziomu pokrycia farbą. W „stochastyku” można jedynie cały obraz równomiernie rozrzedzić, lub równomiernie zalać farbą. W konsekwencji tych różnic raster stochastyczny jest bardziej odpowiedni dla prac przygotowanych poprawnie, natomiast amplitudowy daje większe możliwości naprawienia źle przygotowanej kolorystycznie pracy (lub też pogorszenia atrakcyjności pracy dobrej).
3. Raster hybrydowy (raster częstotliwościowy II generacji) to rastry kombinowane aplitudowo-częstotliwościowe.